# Documento histórico

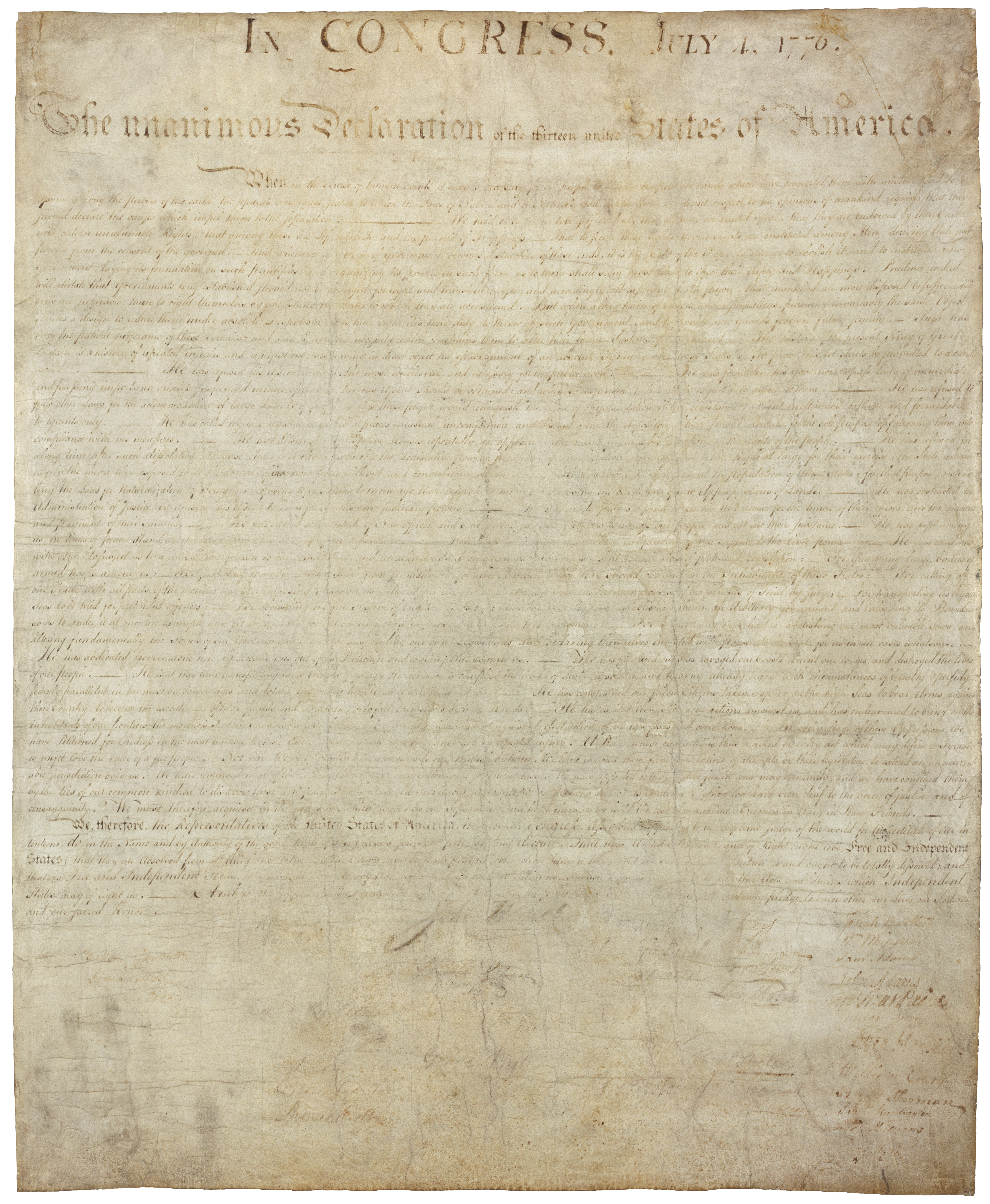
Una copia de la Declaración de Independencia de los Estados Unidos

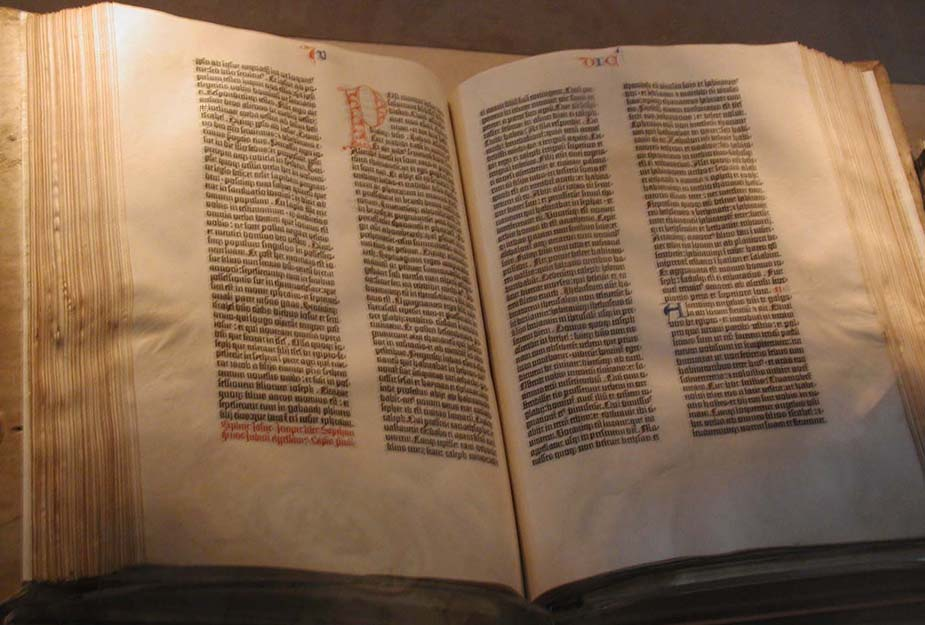
Una Biblia de Gutenberg impresa en la década de 1450 expuesta en la Biblioteca del Congreso de Estados Unidos

Los documentos históricos son documentos originales que contienen información histórica importante sobre una persona, un lugar o un acontecimiento, por lo que pueden servir de fuentes primarias como ingredientes importantes de la metodología histórica.
Los documentos históricos significativos pueden ser escrituras, leyes, relatos de batallas (a menudo dados por los vencedores o personas que comparten su punto de vista), o las hazañas de los poderosos. Aunque estos documentos son de interés histórico, no detallan la vida cotidiana de la gente corriente ni el funcionamiento de la sociedad. Los antropólogos, historiadores y arqueólogos suelen estar más interesados en los documentos que describen la vida cotidiana de la gente corriente, indicando lo que comían, su interacción con otros miembros de sus hogares y grupos sociales, y sus estados de ánimo. Es esta información la que les permite intentar comprender y describir el funcionamiento de la sociedad en un momento determinado de la historia. Los óstraco griegos ofrecen buenos ejemplos de documentos históricos "entre la gente común".
Muchos de los documentos que se producen hoy en día, como cartas personales, fotografías, contratos, periódicos e historiales médicos, se considerarían valiosos documentos históricos en el futuro. Sin embargo, la mayoría de ellos se perderán en el futuro, ya que o bien se imprimen en papel ordinario, que tiene una vida útil limitada, o bien se almacenan en formatos digitales, a los que se les pierde la pista con el tiempo.
Algunas empresas y entidades gubernamentales están intentando aumentar el número de documentos que sobrevivirán al paso del tiempo, teniendo en cuenta los problemas de conservación, e imprimiendo los documentos de manera que aumenten la probabilidad de que sobrevivan indefinidamente, o colocando los documentos seleccionados en cápsulas de tiempo u otros entornos especiales de almacenamiento.